# Sed (canción)
La «Sed» es una canción de Libido, perteneciente a su álbum debut, lanzado en 1998.

## Composición
Escrito como un poema por Julio Brujis y llevado a canción por Antonio Jáuregui, está canción fue interpretada por Salim Vera en voz, Toño Jáuregui en guitarra y acompañamientos de violonchelo.

## Vídeo
La dirección del vídeo estuvo a cargo de Percy Céspedez. Allí se nota una atmósfera bastante romántica pero a la vez bastante oscura. Luego se grabaría una segunda versión de este videoclip, aunque solo con algunas escenas distintas del original.